# Ernesto Bono
Ernesto Bono (Ome, 25 aprile 1936 – Ome, 31 maggio 2018) è stato un ciclista su strada e pistard italiano.
Professionista dal 1959 al 1964.

## Carriera
Bono vinse nel 1958, nella categoria dilettanti, il campionato italiano su pista dell'inseguimento sia individuale che a squadre.
Passato professionista l'anno successivo, si impose subito in una cronocoppie, il Trofeo Boldrini, e quell'anno giunse anche nono nella classifica finale del Giro d'Italia. Grazie a quel risultato fu inserito nella nazionale che partecipò al Tour de France, ma non ottenne un risultato analogo.
Il suo anno migliore fu il 1961, quando vinse il Trofeo Cougnet conquistando anche tre prove della competizione; tuttavia i risultati più significativi li ottenne nel 1962 e 1963, quando vinse rispettivamente una tappa alla Vuelta a España ed una al Tour de Suisse, in cui concluse al quinto posto assoluto nella generale.

## Palmarès

### Strada
- 1958 (dilettanti)

Piccolo Giro di Lombardia
- 1959

Trofeo Boldrini (cronocoppie, con Fiorenzo Tomasin)
- 1960

Gran Premio Industria - Quarrata
Gran Premio di Pistoia
- 1961

Circuito di Como (2ª prova Trofeo Cougnet)
Circuito di Cabiate (3ª prova Trofeo Cougnet)
Circuito di Copolona (7ª prova Trofeo Cougnet)
- 1962

12ª tappa Vuelta a España (Valladolid > Logroño)
- 1963

3ª tappa, 2ª semitappa Tour de Suisse (Lugano)

#### Altri successi
- 1961
- CIRCUITO DI MAGGIORA (NO)

Classifica generale Trofeo Cougnet

### Pista
- 1958 (dilettanti)

Campionati italiani, Inseguimento individuale dilettanti
Campionati italiani, Inseguimento a squadre dilettanti

## Piazzamenti

### Grandi giri
- Giro d'Italia

1959: 9º
1960: 46º
1961: 52º
1962: ritirato
1963: 16º
1964: ritirato
- Tour de France

1959: 36º
- Vuelta a España

1962: 36º
1963: 53º

### Classiche
- Milano-Sanremo

1959: 96º
1960: 64º
1962: 70º
1963: 128º
- Giro di Lombardia

1959: 99º
1960: 22º
1961: 39º